# Max von Zimmermann
Max Zimmermann, seit 1888 von Zimmermann (* 5. November 1833 in Friedeburg; † 20. Februar 1925) war ein deutscher Unternehmer und Amtsrat.

## Leben
Max Zimmermann stammte aus einer aus dem Kurfürstentum Sachsen kommenden Familie. Sein Vater war Oberamtmann in Friedeburg und starb frühzeitig. 1868 übernahm er das vom Bruder Leopold Zimmermann 1857 erworbene Gut Benkendorf bei Delitz am Berge im Kreis Merseburg nach dessen frühzeitigen Tod und heiratete die verwitwete Schwägerin. Dieses Gut führte er zu einem der bedeutendsten landwirtschaftlichen Unternehmen in der preußischen Provinz Sachsen.
Am 5. Mai 1888 wurde er aufgrund seiner Verdienste von Kaiser Friedrich III. in den erblichen Adelsstand erhoben. 1922 besaß er einen umfangreichen Grundbesitz um Rittergut Benkendorf.
Zimmermann war nach dem Gothaischen Genealogischen Taschenbuch mit der Witwe des Leopold Zimmermann, Hermine Nette (1829–1909), verheiratet. Das Paar adoptierte den 1888 in Rom nobilitierten Georg von Zimmermann, der wiederum Heinrich von Zimmermann, vorm. Bauer, 1908 in Dresden in den Adelsstand erhoben, als Sohn annahm.